# Вальгаузен
Вальгаузен (нім. Walhausen) — громада в Німеччині, розташована в землі Рейнланд-Пфальц. Входить до складу району Кохем-Целль. Складова частина об'єднання громад Цель (Мозель).
Площа — 2,27 км2. Населення становить 228 ос. (станом на 31 грудня 2020).

## Галерея

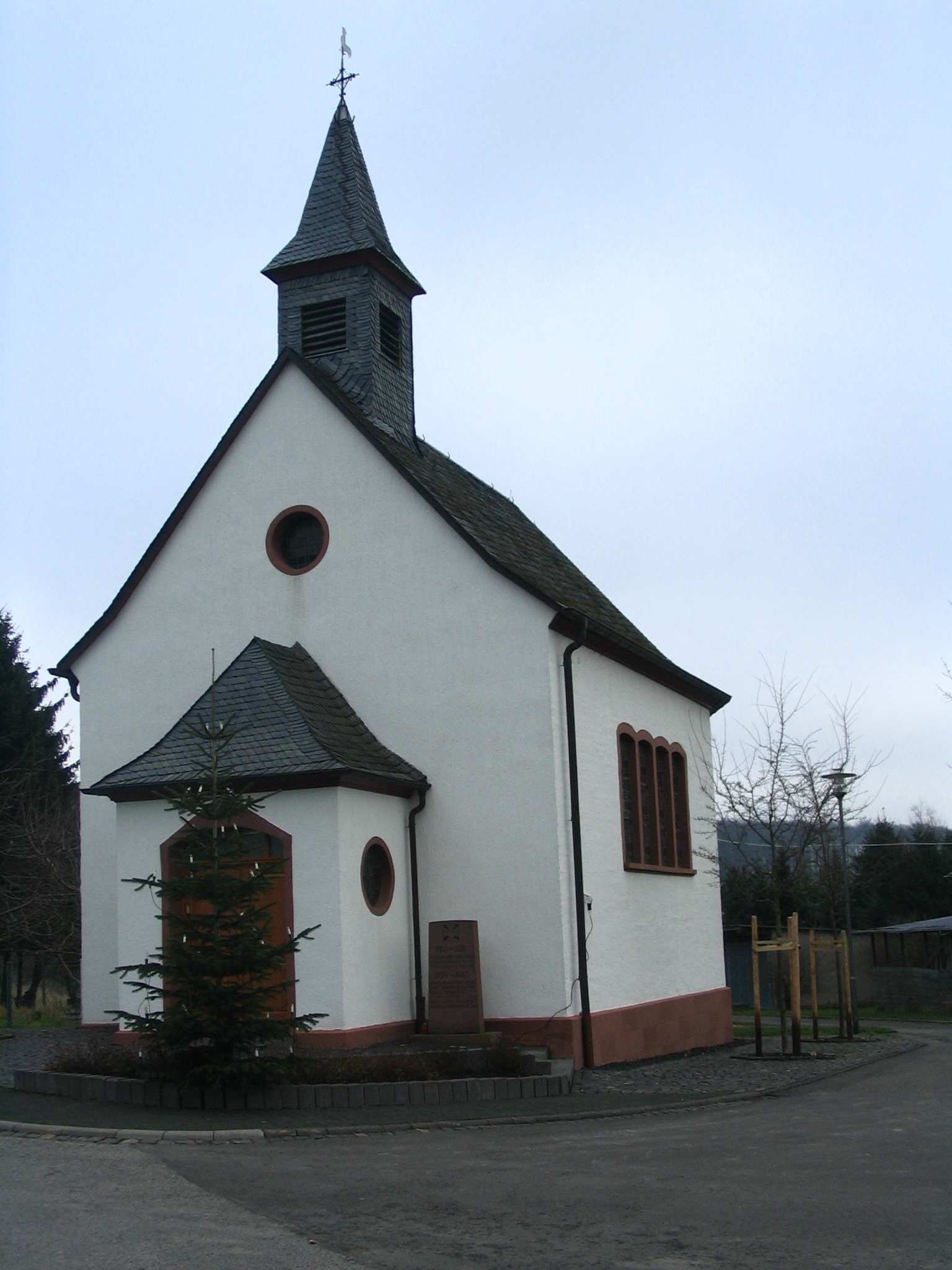
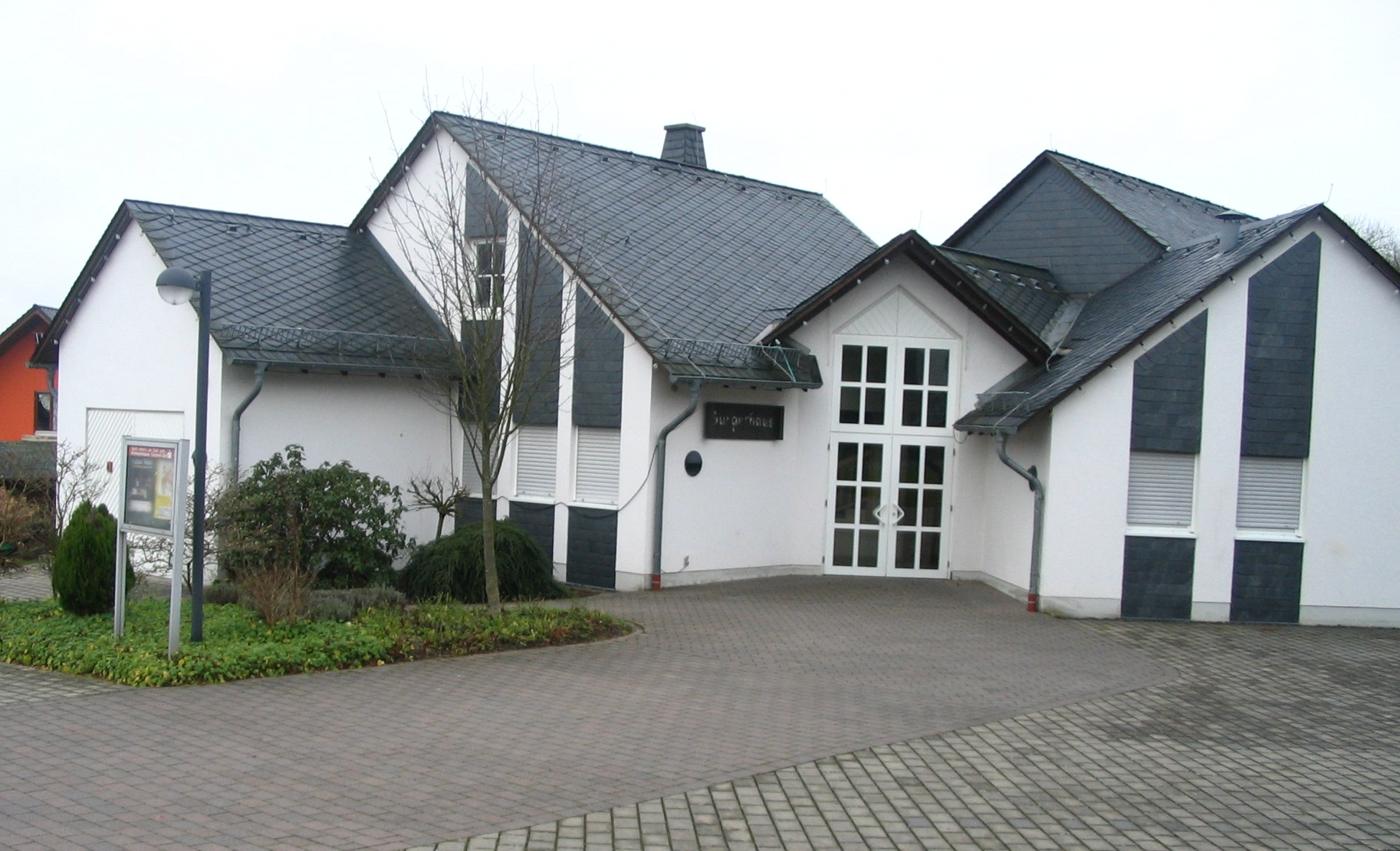